# 1895 dans les chemins de fer
chronologie des chemins de fer
1894 dans les chemins de fer - 1895 - 1896 dans les chemins de fer

## Évènements

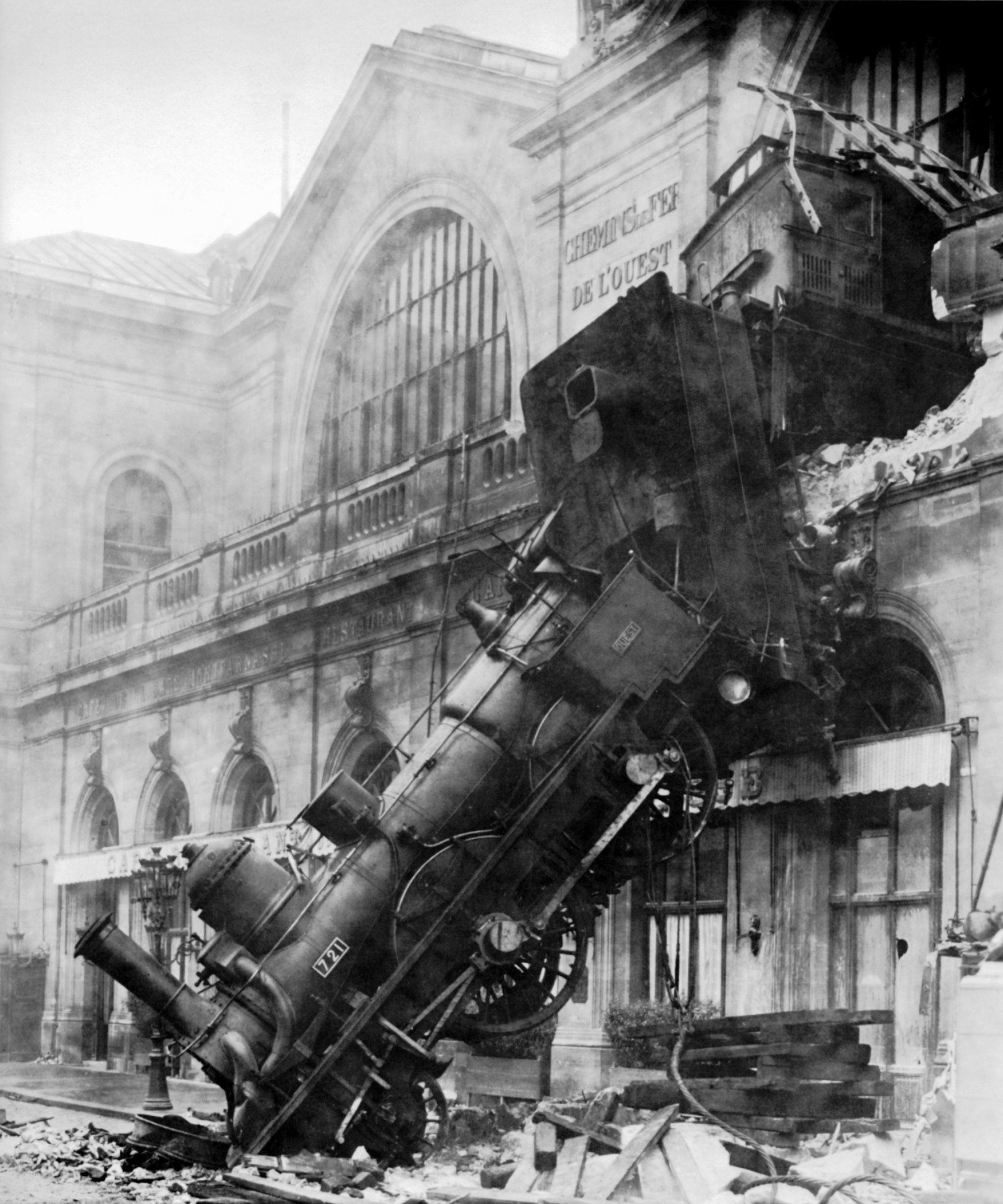
Accident ferroviaire de la gare de Paris-Montparnasse.

- 31 mai : inauguration du tramway de Kaliningrad[1].
- 2 juin, France :  mise en service de la section Prades-Villefranche du chemin de fer de Prades à Olette (compagnie du Midi).
- 5 juin, Suisse : création des Tramways lausannois (TL)
- 22 juin, France :ouverture de la ligne des Ifs à Étretat, appartenant à la Compagnie des chemins de fer de l'Ouest.
- 3 août : inauguration de la ligne de chemin de fer de Beyrouth à Damas, construite par une société française[2].
- 15 août, Tunisie : la Compagnie des phosphates de Gafsa obtient la concession de la ligne de chemin de fer Sfax-Gafsa-Metlaoui[3], ce qui porte à 1150 km la couverture ferroviaire.
- 22 octobre : Accident ferroviaire de la gare de Paris-Montparnasse[4].
- 1er novembre, France : ouverture du Tramway-funiculaire de la côte Sainte-Marie du Havre.
- Décembre : début à Mombasa du chantier du chemin de fer de l’Ouganda[5].

- Première ligne de tramway électrique à Moscou.